# Pànic de 1893
El pànic de 1893 va ser una greu depressió econòmica als Estats Units que va començar en aquest any. Com en el Pànic de 1873, aquesta depressió es va caracteritzar pel col·lapse de l'excés de construcció del ferrocarril i la inestabilitat en el finançament del mateix que va desencadenar una sèrie de fallides de bancs. Fins a la Gran Depressió, el pànic del 93 es va considerar la pitjor depressió que els Estats Units havien experimentat mai.